# Адія Ганбаатар
Адія Ганбаатар (1959) — монгольський дипломат. Надзвичайний і Повноважний Посол Монголії в Україні за сумісництвом. Заступник голови соціал-демократичної партії Монголії. Був членом Парламенту Монголії.

## Життєпис
Народився у 1959 році. Отримав освіту за спеціальністю «математика» в Лодзькому університеті (Польща), обіймав посаду заступника голови соціал-демократичної партії Монголії, був членом Парламенту Монголії. Посол володіє монгольською, російською та польською мовами.
У 2012—2015 рр. — Надзвичайний і Повноважний Посол Монголії в Республіці Польща.
14 листопада 2013 року — вручив вірчі грамоти Президенту Литовської Республіки Далі Грибаускайте.
13 вересня 2013 року — вручив копії вірчих грамот заступнику міністра закордонних справ України Віктору Майко.
13 вересня 2013 року — вручив вірчі грамоти Президенту України Віктор Янукович.